# Национальный музей гражданских прав
Национальный музей гражданских прав (англ. National Civil Rights Museum) — комплекс музеев и исторических зданий, находящийся в частной собственности и выросший вокруг бывшего мотеля «Лоррейн», располагавшегося на 450 Mulberry Street в Мемфис (Теннесси, США), где был убит Мартин Лютер Кинг 4 апреля 1968 года.
Основные здания комплекса, расположенные на площади в 4,14 акра, включают в себя музей, мотель «Лоррейн» и отели. В состав комплекса также входят здания Young и Morrow на 422 Main Street, где Джеймс Эрл Рэй сначала исповедался, а позднее и покаялся в убийстве Кинга. Комплекс дополнительно включает магазин на 418 Main Street, находящийся рядом с ночлежкой, где было обнаружено предполагаемое орудие убийства с отпечатками Рэя.
Музей прослеживает историю движения за гражданские права с XVII века до наших дней.
Комплекс находится в собственности некоммерческой организации Lorraine Civil Rights Museum Foundation. Её офис расположен в Южном районе главных искусств, в шести кварталах к востоку от реки Миссисипи, на юге Мемфиса, штат Теннесси.

## История

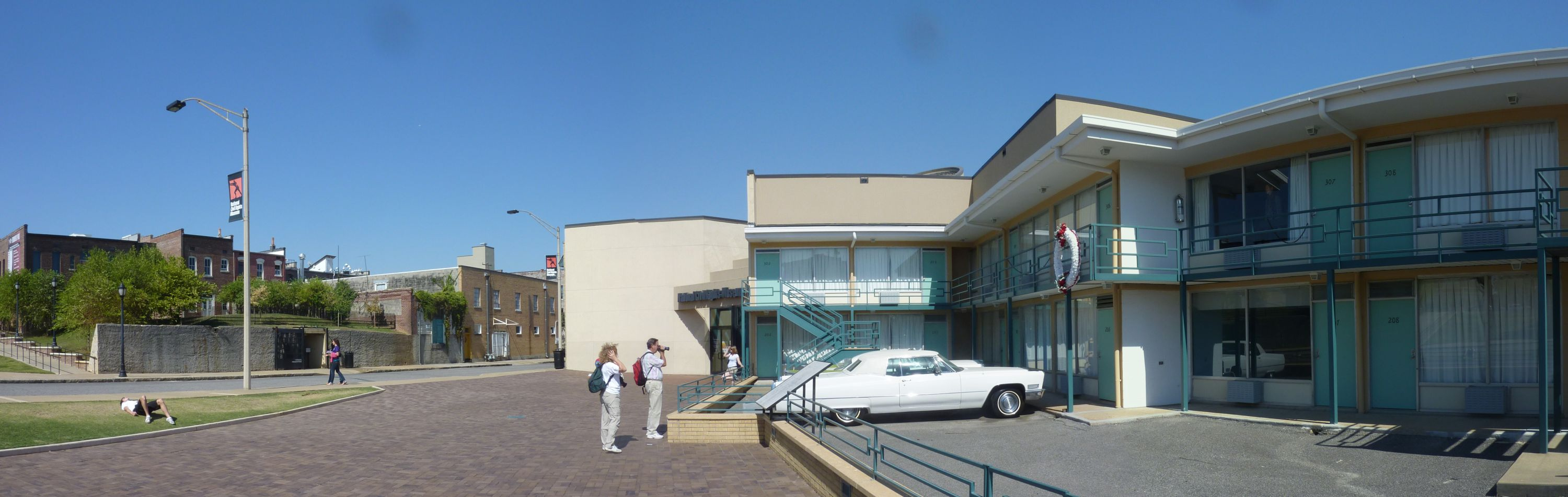
Панорама мотеля «Лоррейн» и пансионата, откуда как утверждается стрелял Джеймс Эрл Рэй. По сообщению полиции, выстрелы были произведены из окна второго этажа ванной (слева)

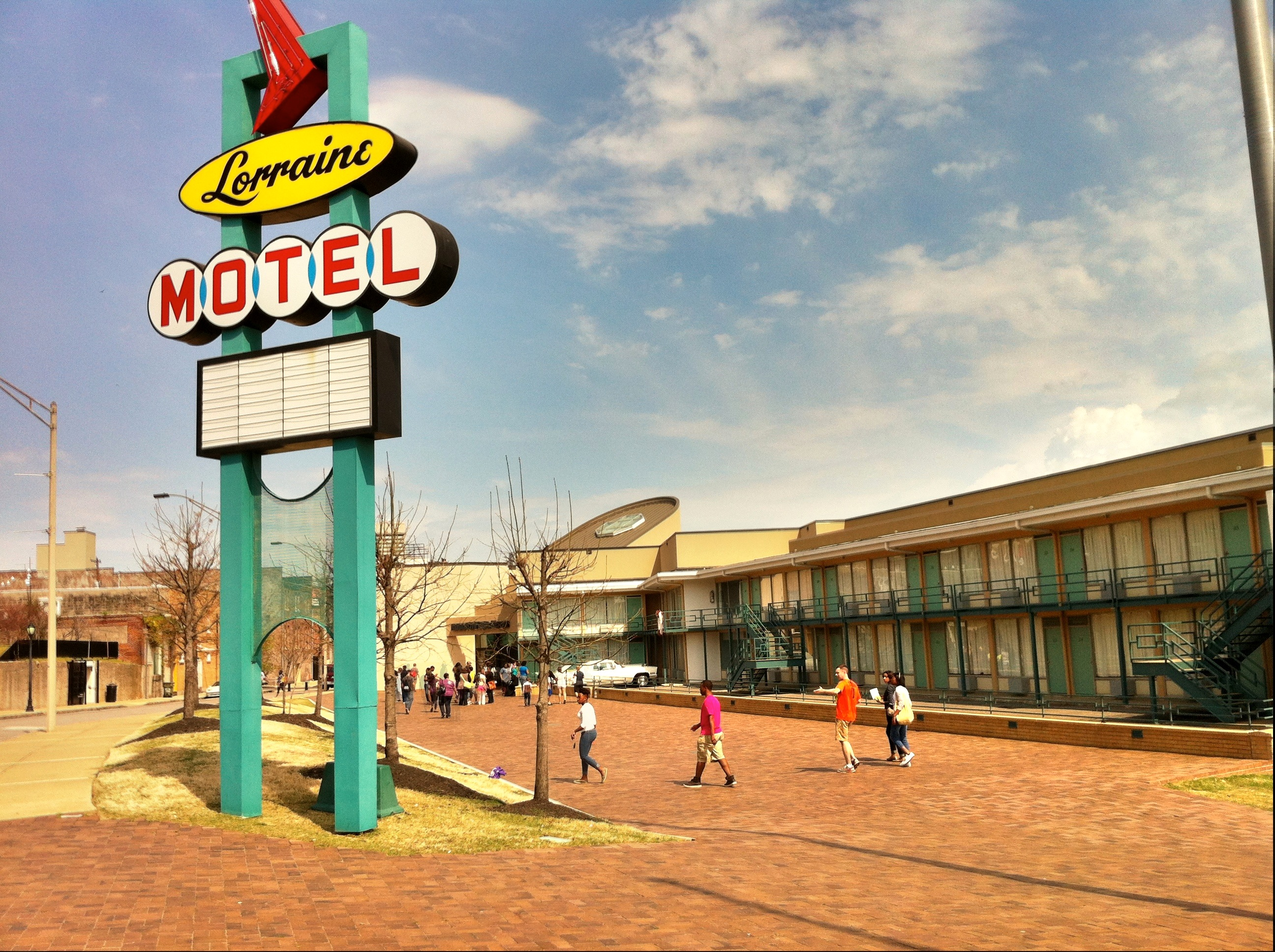
Эмблема мотеля

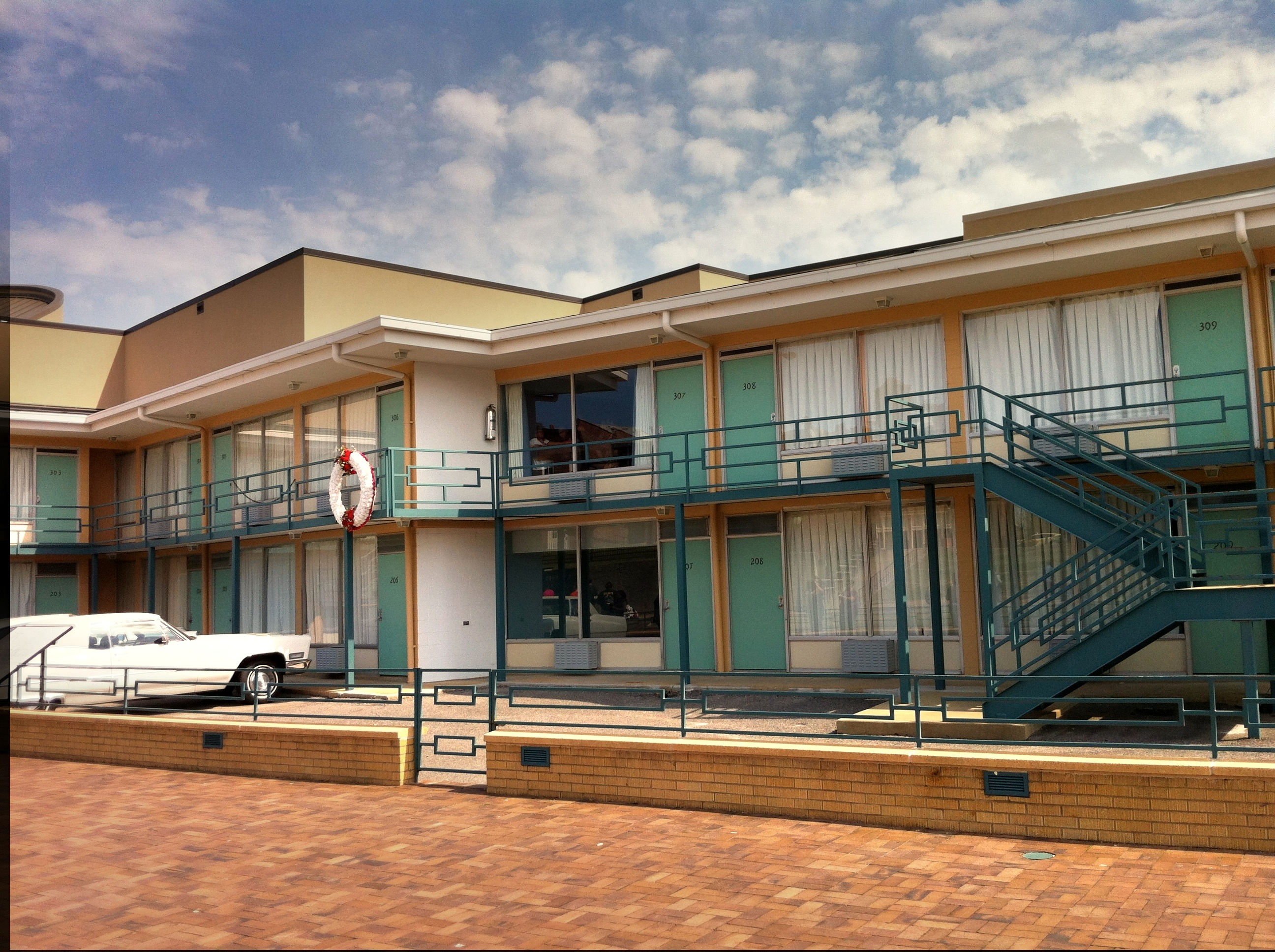
Фасад мотеля

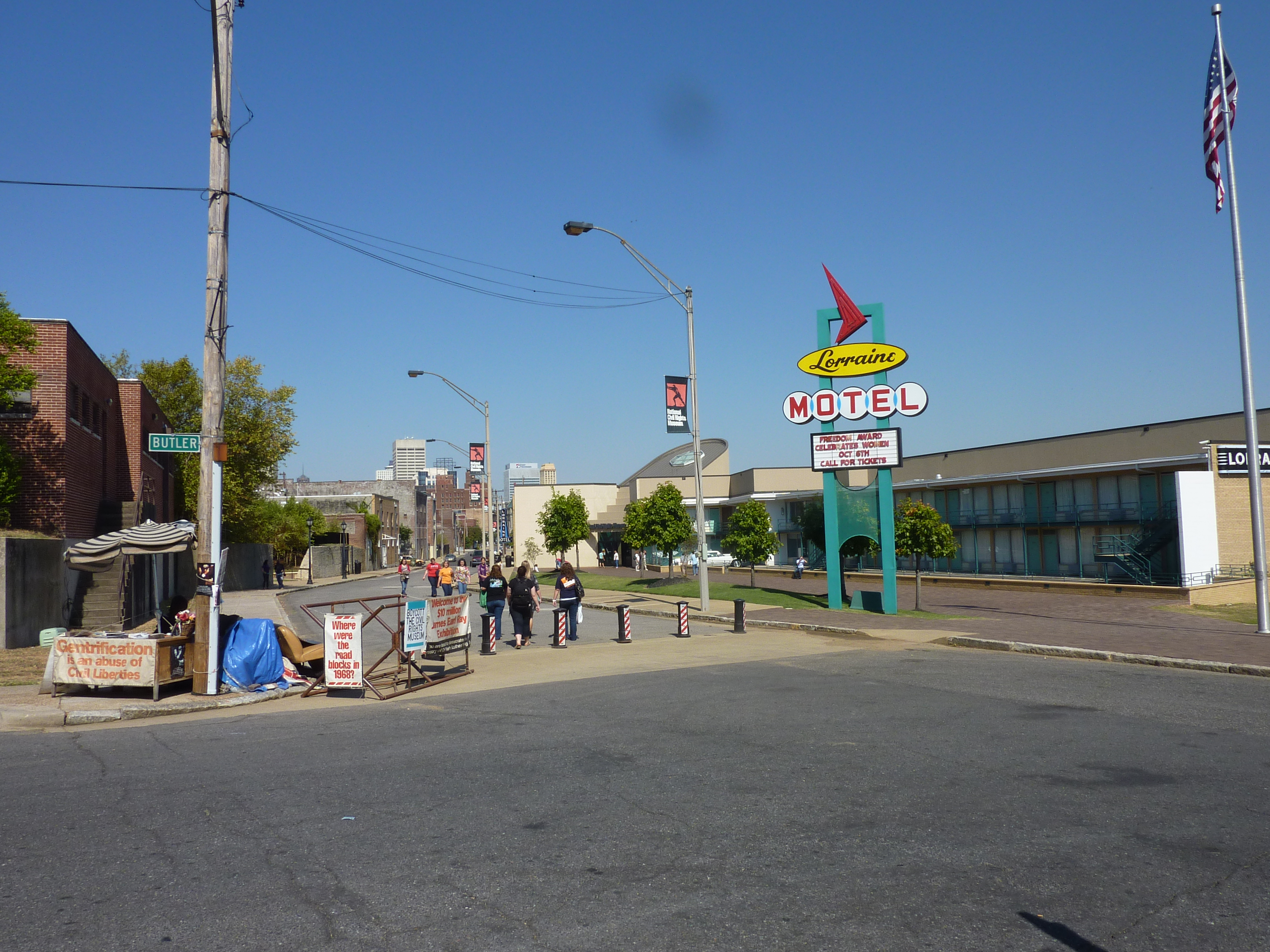
Протестная акция в октябре 2010 года

Первым отелем на этом месте, был 16-комнатный «Windsorlorrine Hotel», построенный на северной стороне комплекса, позже переименованный в «Marquette Hotel». В 1945 году его купил Уолтер Бейли и переименовал в честь своей жены Лори и песни «Sweet Lorraine». Во времена сегрегации здесь размещались высококлассные номера для чернокожих. Позже был добавлен второй этаж, бассейн, а затем отель был переименован в мотель «Лоррейн». Его гостями были музыканты Stax Records, такие как Рэй Чарльз, Лайонел Хэмптон, Арета Франклин, Этель Уотерс, Отис Реддинг, The Staple Singers и Уилсон Пикетт.
После убийства Кинга, Бейли оставил номер 306 (Кинг был убит перед этим номером) и соседний 307 незанятыми в память лидера общественного движения. Жена Бейли, Лори, перенёсшая инсульт через несколько часов после убийства, умерла через пять дней. Бейли преобразовал в одноместные другие комнаты мотеля.
Бейли начал сотрудничать с Чаком Скраггсом, программным директором WDIA и адвокатом Д’арми Бейли, для сбора у средств для фонда «Сохранить Лоррейн» («Save the Lorraine») в недавно сформированном Мемориальном фонде Мартина Лютера Кинга, и купил мотель за 144 тыс. долларов, после выкупа в декабре 1982 года. В 1984 году название было изменено в «Lorraine Civil Rights Museum Foundation». Как мотель, «Лоррейн» был закрыт 2 марта 1988 года, когда полицейские насильно выселили последнюю жительницу Жаклин Смит, в рамках подготовки к капитальному ремонту, стоимостью в 8,8 млн долларов. Бейли умер в июле 1988 года. Куратор Бенджамин Лоулесс из Смитсоновского института создал проект для сохранения этого исторического объекта. Фирма «McKissack and McKissack» была привлечена для разработки современного дизайна в местах не связанных с убийством.
Оборудование музея завершилось 4 июля 1991 года, и официально он был открыт для публики 28 сентября 1991 года.
В 1999 году Фонд приобрел здание «Young and Morrow», и связанный с ним пустырь на холме на западной стороне Малберри. Был построен туннель, соединяющий здание с мотелем. Фонд стал хранителем файлов полиции и доказательств, связанных с убийством, в том числе винтовки и роковой пули, находящихся на выставке в здании. Здание открылось 28 сентября 2002 года.
В 2012 году Университет штата Мичиган издал книгу Бена Камина «ROOM 306: The National Story of the Lorraine Motel», в которой рассказывается об убийстве Мартина Лютера Кинга в мотеле, последовавшей кампании по спасению мотеля в случае его продажи или сноса, и в конечном итоге преобразовании его в Национальный музей гражданских прав.

## Современность
Мотель Лоррейн принимает не только гостей. С 1973 года там жила Жаклин Смит, экономка мотеля. Узнав о выселении в ходе проекта по устройству музея, Смит забаррикадировалась у себя в комнате и была принудительно выселена. На территории, окружающей мотель, находились дома, которые арендовали малообеспеченные и чернокожие за $ 175 в месяц. Дома были снесены, а позже на их месте в рамках программы омоложения центра города, были построены дома с дорогими квартирами и кондоминиумы. После этого, Жаклин Смит сказала, что Лоррейн «должен быть поставлен на лучшую службу, например для обучения, жилья, работы, свободного колледжа, клиники, или других услуг для бедных. Область, окружающая Лоррейн должна обновиться и стать достойной и доступной для всех, без дорогих кондоминиумов, по которым оценивают людей из их общества». Она также заявила, что Мартин Лютер Кинг не хотел, чтобы на здание для него было потрачено 9 млн долларов, и был бы против выселения жителей мотеля. Жакллин Смит, как укор, постоянно сидела через улицу напротив мотеля, в течение 21 часа в день, более 25 лет, независимо от погоды. Она и сейчас часто сидит за пределами территории мотеля, хотя и не так последовательно, как в прошлом.
В 2012 году было сообщено о получении музеем 2 млн долларов на возмещение ущерба, причиненного наводнением 2011 года — даже несмотря на то, что наводнение никаким образом не дошло до мотеля. Пресс-секретарь музея Конни Дайсон сказал, что из-за наводнения снизилось посещение музея туристами и деньги были необходимы для обновления. Представители музея не стали разрешать посещать номера мотеля, что и сократило число туристов.